# Uchiko (Ehime)
Uchiko (Jap.: 内子町; -chō) ist eine Gemeinde im Landkreis Kita-gun (喜多郡) in der Präfektur Ehime auf Shikoku in Japan.
Die Gemeinde (町) besteht in ihrer heutigen Form seit am 1. Januar 2005 die drei Gemeinden Uchiko-chō, Ikazaki-chō (五十崎町) und Oda-chō (小田町) zusammengelegt wurden. Sie zählte im März 2006 zusammen 20.455 Einwohner auf 299,5 km² und eine Bevölkerungsdichte von 68 Einwohnern pro km².
Uchiko liegt in den Bergen der Präfektur Ehime, etwa 40 km südwestlich der Präfekturhauptstadt Matsuyama. Drei Flüsse fließen durch die Gemeinde: der Oda, der Nakayama und der Fumoto. Der Boden ist sehr fruchtbar, Anbauprodukte sind vor allem Tabak und Früchte wie süße Kakifeigen und japanische Birnen. Da Uchiko nur wenig Flachland hat, liegen die landwirtschaftlichen Höfe größtenteils an Flussufern, auf Hügeln und an Berghängen. Durch alle Jahreszeiten hindurch bietet die Umgebung Uchikos mit ihrer reizvollen Landschaft, den bewaldeten Bergen und beschaulichen Tälern ihren Bewohnern zusätzlich zur wirtschaftlichen Einnahmequelle Erholung.
Die reizvolle Landschaft der Umgebung, mit bewaldeten Bergen und idyllischen Tälern, lädt zur Erholung ein und wird zusammen mit kulturellen Veranstaltungen und Sehenswürdigkeiten touristisch erschlossen.
Während der Edo- (1603–1867) und Meiji-Zeit (1868–1912) florierte in Uchiko die Japanpapier- und Wachsproduktion und die Stadt erlangte großen Wohlstand. Während dieser Zeit entstanden die Stadtviertel Yōkaichi und Gokoku, deren historische Gebäuden noch heute an die Zeit der wirtschaftlichen Blüte erinnern. Die hölzernen, zweigeschossigen und weiß oder cremefarben verputzten Häuser der Händler mit ihren dekorativen Mauern und den flügelartigen Traufen bilden eine etwa 600 m lange Häuserzeile, die noch heute viele Spuren der vergangenen Pracht Uchikos erahnen lässt. 1975 rief die Stadt Uchiko eine Kampagne zur Erhaltung dieser Straße ins Leben, und im Jahr 1982 stellte der japanische Staat die Altstadt Uchikos mit etwa 70 erhaltenen Häuser unter Denkmalschutz.

## Jahreszeitliche Ereignisse
- Ende April: Floßfest am Oda-Fluss
- 5. Mai: Papierdrachenschlacht in Ikazaki
- Ende Mai – Anfang Juni: Reispflanzensetzen in Ikazaki
- 6. – 8. August: Bambusfest in Uchiko
- 15. August: Feuerfest in Oda
- September: Mondbetrachtungsfest in der Kamihaga Residenz
- Oktober: Herbstfest/Löwentanz in allen Regionen
- Ende Dezember: Beginn der Saison im Oda Ski-Gelände